# Dhatiwang
Dhatiwang (en népalais : धातिवाङ) est un comité de développement villageois du Népal situé dans le district d'Arghakhanchi. Au recensement de 2011, il comptait 1 843 habitants.